# КШМ К-1450
Командно-штабна машина К-1450 — бойова броньована колісна машина, що призначена для управління військами та організації зв’язку в оперативно-тактичній ланці управління, як в русі по суші, на плаву, так і в стаціонарному положенні, як автономно, так і в складі вузла зв’язку. Транспортна база БТР-70КШ обладнана фільтровентиляційним обладнанням, кондиціонером, обігрівачем і системою гарантованого електроживлення. Комплект К-1450, що розробила та виготовляє ТОВ «Телекарт-Прилад», встановлюються на різні колісні та гусеничні бази.

## Історія
12 березня 2020 року, відповідно до наказу Міністерства оборони України № 91 від 12 березня 2020 року, до раніше прийнятих на озброєння машин командно штабних К-1450-03 на базі БМП-1КШ1, К-1450-01 на базі БТР-3, та К-1450-02 на базі БТР-4, що випускаються серійно ТОВ «Телекарт-Прилад», додалася машина командно-штабна К-1450 на базі БТР-70КШ.
11 серпня 2021 року Командування Військ зв'язку та кібербезпеки Збройних сил України прийняло рішення, що всі нові або модернізовані машини для підрозділів Збройних сил України будуть адаптовані під уніфікований комплект К-1450.

## Опис конструкції
Транспортна база БТР-70КШ обладнана фільтровентиляційним обладнанням, кондиціонером, обігрівачем і системою гарантованого електроживлення.
КШМ оснащена засобами зв’язку та автоматизації, персональними комп’ютерами, що забезпечують командиру можливість управляти підлеглими підрозділами, здійснювати набір, відображення, реєстрацію, обробку, введення, виведення текстової та відеоінформації, зберігання і ведення баз даних, а також визначення місця розташування машини на місцевості та автоматичне відображення координат на електронній мапі.

## Призначення
Командно-штабна машина забезпечує:
- організацію радіомереж передачі даних і голосових повідомлень в КХ і УКХ мережах по протоколу ІР;

- внутрішній службовий зв’язок з використанням комплекту АВЗК;

- радіотелефонний зв’язок між кореспондентами радіомереж і абонентами телефонної мережі пункту управління при розміщенні КШМ на ПК;

- передачу даних в локальної обчислювальної мережі КШМ;

- доступ до телефонної і локальної обчислювальної мережі пункту управління;

- розгортання виносних робочих місць;

- використання електронних карт місцевості;

- нанесення на електронні карти оперативно-тактичної обстановки з можливістю її передачі по каналах зв’язку (опціонально, за допомогою додаткового ПЗ);

- автоматичне визначення координат свого місця розташування, обробка та відображення даних навігації, відстеження на карті положення рухливих об’єктів;

- формування, зберігання, пошук і обробку бойових документів;

- передачу і прийом інформації з використанням апаратури конфіденційного зв’язку.

## Модифікації
- К-1450 на базі БТР-70КШ[1]
- К-1450-01 на базі БТР-3
- К-1450-02 на базі БТР-4
- К-1450-03 на базі БМП-1КШ1
- К-1450-04 на базі БТР-60
- К-1450-05 на базі Renault Midlum
- К-1450-06 на базі KIA KM450[6]